# فاضل السامرائي
فاضل صالح مهدي السامرائي، (1933 - )، هو استاذ لغوي وأكاديمي عراقي، وأستاذ اللغة العربية في جامعة بغداد حتى تقاعد في العام 1998. وكان ضيفاً رئيساً في برنامج «لمسات بيانية» على قناة الشارقة الإمارتية، وهو برنامج تلفزيوني يشرح الإعجاز البياني في القرآن الكريم. له عدة كتب ومؤلفات منها نبوة محمد صلى الله عليه وسلم من الشك إلى اليقين.

## اسمه
فاضل بن صالح بن مهدي بن خليل بن طهماز بن مزهر بن حمد بن علي بن حسن بن حسين بن عرموش البدري من عشيرة «البدري» إحدى عشائر سامراء ويكنى بـأبي محمد، نسبة لابنه الكبير. من مواليد: سامراء عام 1933م.

## بداية حياته
ولد الأستاذ فاضل في سامراء عام 1933، وأخذه والده منذ نعومة أظافره إلى مسجد حسن باشا أحد مساجد سامراء لتعلم القرآن الكريم، وكشف ذلك عن حدة ذكائه، حيث تعلم القرآن الكريم في مدة وجيزة.

## تعليمه وعمله
أكمل الدراسة الابتدائية والمتوسطة والثانوية في سامراء، ثم انتقل إلى بغداد في مدينة الأعظمية، ليدخل دورة تربوية لإعداد المعلمين، وتخرج فيها عام 1953 م، وكان متفوقا في المراحل الدراسية كافة.
عين معلما في مدينة بلد عام 1953 م، وبعدها أكمل دراسته في دار المعلمين العالية بقسم اللغة العربية (كلية التربية) عام 1957 م وتخرج فيها عام 1960 م ـ 1961م، حاز على درجة البكالوريوس بتقدير امتياز، ورجع إلى التدريس في الثانوي.
وفي أول دورة فتحت للدراسات العليا في العراق دخل في قسم الماجستير (القسم اللغوي) وحاز درجة الماجستير في كلية الآداب وفي السنة نفسها عين معيدا في قسم اللغة العربية بكلية التربية بجامعة بغداد.
ومن جامعة عين شمس في كلية الآداب في قسم اللغة العربية، نال شهادة الدكتور عام 1968 م. ثم عاد إلى العراق، وعين في كلية الآداب / جامعة بغداد بعد دمج كلية التربية بكلية الآداب. وعين عميدا لكلية الدراسات الإسلامية المسائية في السبعينات إلى حين إلغاء الكليات الأهلية في العراق.
بعدها أعير إلى جامعة الكويت للتدريس في قسم اللغة العربية عام 1979 م ثم رجع إلى العراق.
أصبح خبيرا في لجنة الأصول في المجمع العلمي العراقي عام 1983، وعين عضوا عاملا في المجمع العلمي العراقي عام 1996 م.
أحيل إلى التقاعد عام 1998 م، بعد ما قضى ما يقارب أربعين عاما أستاذا للنحو في جامعة بغداد في التدريس.
رحل إلى الخليج العربي، ليعمل أستاذا في جامعة عجمان التي أمضى فيها سنة ثم انتقل إلى جامعة الشارقة أستاذا لمادة النحو والتعبير القرآني عام 1999 م إلى صيف عام 2004م.

## دراسات في منهجه
السامرائي من المفسرين البيانيين المعاصرين الذين حاولوا التقرب من النص القرآني وكشف أسراره الإعجازية بأدوات لغوية محضة، فاستطاع أن يصل إلى الدلالات والمقاصد انطلاقا من اللغة القرآنية ذاتها معتمدا على بنية الكلمة وما لها من دلالة وعلى معنى الكلمة الخاص الذي تتميز به دون مرادفاتها وعلى التركيب القرآني وعلاقته بالمقاصد والدلالات، وبذلك سعى السامرائي إلى اتخاذ مستويات اللغة الصرفية والدلالية والتركيبية وسيلةً للوصول إلى مقاصد القرآن الكريم.

## أعماله
إن من أشهر أعمال الدكتور، هو البرنامج التلفازي: لمسات بيانية - أ.د. فاضل السامرائي من قناة الشارقة الفضائية، وقد أدرجت الحلقات في اليوتيوب.

## المؤلفات
| الكتاب                                                   | التاريخ | ملاحظات        |
| -------------------------------------------------------- | ------- | -------------- |
| نداء الروح في الإيمان بالله واليوم الآخر                 | 1958    |                |
| نبوة محمد من الشكّ إلى اليقين                             | 1971    |                |
| الدراسات النحوية واللغوية عند الزمخشري                   | 1971    | رسالة دكتوراه. |
| أبو البركات ابن الانباري ودراساته النحوية                | 1975    |                |
| نداء الروح في الإيمان بالله واليوم الآخر                 | 1985    |                |
| معاني النحو (4 أجزاء)                                    | 2000    |                |
| الجملة العربية والمعنى                                   | 2000    |                |
| تحقيقات نحوية                                            | 2001    | [ 5 ]          |
| على طريق التفسير البياني (جزأين)                         | 2002    |                |
| لمسات بيانية في نصوص من التنزيل                          | 2003    |                |
| التعبير القرآني                                          | 2004    |                |
| بلاغة الكلمة في التعبير القرآني                          | 2006    |                |
| الجملة العربية: تأليفها وأقسامها                         | 2007    |                |
| دراسة المتشابه اللفظي من آي التنزيل في كتاب ملاك التأويل | 2006    | [ 6 ]          |
| معاني الأبنية في العربية                                 | 2007    |                |
| أسئلة بيانية في القرآن الكريم (ج1)                       | 2008    |                |
| أسئلة بيانية في القرآن الكريم (ج2)                       | 2011    |                |
| قبسات من البيان القرآني                                  | 2015    |                |
| مراعاة المقام في التعبير القرآني                         | 2015    |                |
| ابن جني النحوي                                           | 2016    | رسالة ماجستير. |
| التناسب بين السور في المفتتح والخواتيم                   | 2016    | [ 7 ]          |
| شذرات من القضاء والجزاء في التعبير القرآني               | 2018    |                |
| من أسرار البيان القرآني                                  | 2019    |                |